# Валентин Гагашев
Валентин Любомиров Гагашев е български офицер, контраадмирал (генерал-майор).

## Биография
Роден е на 19 ноември 1954 г. в Русе. Завършва през 1977 г. Висшето военноморско училище във Варна със специалност „Корабоводене“. Службата му започва във Военноморска база Бургас като командир на бойна част на миночистачен кораб. Учил е във Военноморската академия „А. А. Гречко“ в Русия (1986 – 1988) и Военноморски колеж „Ню Порт“ в САЩ.
От 1980 до 1986 г. е командир на кораб. От 2002 до 2005 г. е началник-щаб на Военноморска база Бургас. Между февруари 2005 и юли 2007 г. е началник на отдел „Офицери за връзка“ в компонентното Военноморско командване на НАТО в Неапол, Италия. На 26 април 2007 г. е назначен за началник на управление „Стратегическо планиране“ в Генералния щаб на Българската армия. На 21 април 2008 г. вследствие на реорганизирането на управлението в дирекция е освободен от длъжността началник и назначен за директор, считано от 1 юни 2008 г. На 16 април 2009 г. е освободен от длъжността директор на дирекция „Стратегическо планиране“ на Генералния щаб на Българската армия, назначен за началник на щаба на НАТО „Скопие“ и удостоен с висше офицерско звание бригаден адмирал. На 1 юли 2009 г. е назначен за началник-щаб на НАТО „Скопие“ и удостоен с висше офицерско звание комодор. На 3 май 2010 г. е освободен от длъжността началник-щаб на НАТО „Скопие“, считано от 6 май 2010 г. От ноември 2010 г. е заместник-командващ на Съвместното командване на силите. На 19 ноември 2010 г. е назначен на длъжността заместник-командващ на Съвместното оперативно командване и удостоен с висше офицерско звание контраадмирал.
На 22 юни 2011 г. поради реорганизация на формированието е освободен от длъжността заместник-командващ на Съвместното оперативно командване и назначен на длъжността заместник-командващ на Съвместното командване на силите, считано от 1 юли 2011 г. На 7 октомври 2012 г. контраадмирал Валентин Гагашев е освободен от длъжността заместник-командващ на Съвместното командване на силите и от военна служба, считано от 19 ноември 2012 г.
Ръководна дейност като цивилен служител:
До ноември 2013 г. е заместник главен инспектор на Министерството на отбраната. Бил е съветник на председателя на БАН по въпросите на националната сигурност и превантивните мерки (до септември 2014). От 3 септември 2014 г. до 2016 г е изпълнителен директор на Изпълнителна агенция „Военни клубове и военно-почивно дело“ на Министерството на отбраната. От 2016 г до 2020 г е главен инспектор на Министерството на отбраната.
Снет на 19 ноември 2017 г. от запаса поради навършване на пределна възраст за генерали 63 г.

## Военни звания
- Лейтенант (1977)
- Бригаден адмирал (16 април 2009) (преименуван в Комодор на 1 юли 2009 г.)
- Контраадмирал (19 ноември 2010)